# Parlamentswahl in Grönland 1991
- IA: 5
- S: 11
- AP: 2
- A: 8
- IP: 1

Die Parlamentswahl in Grönland 1991 war die fünfte Wahl zum Inatsisartut bzw. Landsting, dem grönländischen Parlament. Die Wahl fand am 5. März 1991 statt.

## Wahlrecht
Bei der Parlamentswahl wurde das Verhältniswahlrecht angewendet. Die Zahl der Sitze blieb bei 27.

## Ausgangslage
Nur ein Jahr nach Bildung des Kabinetts Motzfeldt IV kam es im Mai 1988 erneut zu inhaltlichen Differenzen zwischen der Siumut und der Inuit Ataqatigiit. Hierbei ging es vorwiegend um den Uranabbau und eine NATO-Mitgliedschaft des Landes. Bei einer Parlamentssitzung am 7. Juni 1988 wurde schließlich das Kabinett Motzfeldt V erarbeitet, dass neben dem Premierminister Jonathan Motzfeldt aus vier weiteren Ministern der Siumut bestand. Die Minderheitsregierung wurde von der Atassut sowie der Issittup Partiia toleriert und am 8. Juni durch das Parlament mit 23 von 27 Stimmen bestätigt. Das Kabinett bestand für die verbleibenden drei Jahre der Legislaturperiode.

## Teilnehmende Parteien
Bei der Wahl traten fünf Parteien an. Im Januar 1991 gründete der ehemalige Atassut-Politiker Bjarne Kreutzmann die Akulliit Partiiat.
| Partei | Partei            | Kürzel | Deutsche Bedeutung     | Ausrichtung                                   | Vorsitzender       |
| ------ | ----------------- | ------ | ---------------------- | --------------------------------------------- | ------------------ |
|        | Atassut           | A      | Gemeinsinn             | konservativ, wirtschaftsliberal, unionistisch | Konrad Steenholdt  |
|        | Siumut            | S      | Vorwärts               | sozialdemokratisch                            | Lars-Emil Johansen |
|        | Inuit Ataqatigiit | IA     | Gemeinschaft der Inuit | demokratisch-sozialistisch                    | Aqqaluk Lynge      |
|        | Issittup Partiia  | IP     | Partei des Eisigen     | wirtschaftsliberal, konservativ               | Nikolaj Heinrich   |
|        | Akulliit Partiiat | AP     | Partei der Mittelsten  | zentristisch, wirtschaftsliberal              | Bjarne Kreutzmann  |

## Kandidaten
Bei der Wahl traten 153 Kandidaten mit jeweils zwei Stellvertretern an, die sich folgendermaßen auf die einzelnen Parteien und Wahlkreise verteilten:
| Partei            | Südkreis | Mittelkreis | Diskokreis | Uummannaq | Upernavik | Avanersuaq | Tasiilaq | Ittoqqortoormiit | Insgesamt |
| ----------------- | -------- | ----------- | ---------- | --------- | --------- | ---------- | -------- | ---------------- | --------- |
| Atassut           | 7        | 10          | 8          | 3         | 3         | 3          | 3        | 2                | 39        |
| Siumut            | 10       | 13          | 8          | 3         | 3         | 3          | 4        | 3                | 47        |
| Inuit Ataqatigiit | 8        | 10          | 9          | 2         | 2         | 3          | 1        | 3                | 38        |
| Issittup Partiia  | 3        | 7           | 3          | 0         | 0         | 0          | 0        | 0                | 13        |
| Akulliit Partiiat | 2        | 6           | 5          | 0         | 0         | 0          | 0        | 0                | 13        |
| Einzelkandidaten  | 0        | 3           | 0          | 0         | 0         | 0          | 0        | 0                | 3         |

Mit Ausnahme von Niels Carlo Heilmann (Atassut) und Jens Lyberth (Siumut) traten alle bisherigen Abgeordneten erneut an, Hendrik Nielsen (Siumut) jedoch nur noch als Stellvertreter. Josef Motzfeldt, der 1988 abgewählt worden war, kandidierte ebenfalls erneut für die Inuit Ataqatigiit. Dazu kamen Lamik Møller, Agnethe Nielsen, Andreas Sanimuínaĸ (alle Atassut), Anders Andreassen, Isak Lund und Pavia Nielsen (alle Siumut) sowie nur als Stellvertreter Anguteeraq Davidsen, Lars Godtfredsen, K'issúnguaĸ Kristiansen (alle Atassut), Marius Olsen, Ôdâĸ Olsen und Asiâjuk Sadorana (alle Siumut), die bereits einmal Mitglied im Landesrat oder Inatsisartut gewesen waren, aber 1987 nicht angetreten oder nicht gewählt worden waren.

## Ergebnis
Die sozialdemokratische Partei Siumut wurde stärkste Fraktion im Inatsisartut, gefolgt von der Atassut und der Inuit Ataqatigiit. Die Zentrumspartei Akulliit Partiiat zog mit zwei Sitzen erstmals ins Parlament ein, die Issittup Partiia hielt ihren Sitz.
| Partei            | Partei                 | Stimmen | Stimmen | Stimmen | Sitze  | Sitze |
| Partei            | Partei                 | Anzahl  | %       | +/−     | Anzahl | +/−   |
| ----------------- | ---------------------- | ------- | ------- | ------- | ------ | ----- |
|                   | Siumut                 | 9.336   | 37,3    | −2,5    | 11     | ±0    |
|                   | Atassut                | 7.536   | 30,1    | −10,1   | 8      | −3    |
|                   | Inuit Ataqatigiit      | 4.848   | 19,4    | +4,1    | 5      | +1    |
|                   | Akulliit Partiiat      | 2.374   | 9,5     | +9,5    | 2      | +2    |
|                   | Issittup Partiia       | 706     | 2,8     | −1,6    | 1      | ±0    |
|                   | Unabhängige Kandidaten | 228     | 0,9     | +0,5    | ―      | ―     |
| Gesamt            | Gesamt                 | 25.028  | 100,0   |         | 27     | ±0    |
| Gültige Stimmen   | Gültige Stimmen        | 25.028  | 96,6    |         |        |       |
| Ungültige Stimmen | Ungültige Stimmen      | 887     | 3,4     |         |        |       |
| Wahlbeteiligung   | Wahlbeteiligung        | 25.915  | 67,5    |         |        |       |
| Wahlberechtigte   | Wahlberechtigte        | 38.396  | 100,0   |         |        |       |
| Quelle:           |                        |         |         |         |        |       |

## Folgen
| In Betracht gezogene Koalitionen   | Sitze |
| ---------------------------------- | ----- |
| Sitze gesamt                       | 27    |
| Zweidrittelmehrheit (ab 18 Sitzen) |       |
| S, A                               | 19    |
| Absolute Mehrheit (ab 14 Sitzen)   |       |
| S, IA                              | 16    |
| S, AP, IP                          | 14    |
| Keine Mehrheit (unter 14 Sitzen)   |       |
| A, IA                              | 13    |
| A, AP, IP                          | 11    |

27 Abgeordnete wurden ins 5. Inatsisartut gewählt. Lars-Emil Johansen (Siumut) wurde am 18. März 1991 zum neuen Premierminister gewählt. Er übernahm das Amt von seinem Parteikollegen Jonathan Motzfeldt und führte das Kabinett Johansen I an.